# Ковач Іван Андрійович
Ковач Іван Андрійович (*29 серпня 1946, Копечеле) — український письменник, перекладач, редактор. Член Спілки письменників Румунії.

## З біографії
Народився 29 серпня 1946 року у селі Копечеле Караш-Северинського повіту (Румунія). Закінчив філологічний факультет Бухарестського університету (1969), працював у редакції газети «Новий вік», потім головним редактором газети «Вільне слово».
Радник Міністерства виховання та досліджень Румунії.

## Творчість
Автор поетичних збірок «Поезії» (1972), «Рівнодення» (1975), «Зав'язь» (1978), «Диво» (1981), «Життя без коми» (1986), «Остаточні світанки» (1988); збірок прозових творів «Явір, що в полі одинокий» (1974), повісті «Чуга» (1976).
Окремі видання:
- Ковач І. Вірші // Поза традиції. Антологія української модерної поезії в діаспорі. — Київ, Торонто, Едмонтон, Оттава, 1993. — С. 345–352.
- Ковач І. Остаточні світанки: Поезії. — Бухарест: Критеріон, 1988. — 100 с.
- Ковач І. Трагічність генія в «Лісовій пісні» Л.Українки і «Лучафері» М. Емінеску // Обрії. — Бухарест: Критеріон, 1985. — С. 153–157.